# Атомна подводница
Атомна (ядрена) подводница е подводница, задвижвана от ядрен реактор. Тази конструкция на подводниците има значителни предимства в сравнение с подводниците с дизелово-електрическо задвижване – ядреното задвижване е напълно независимо от въздуха и силно ограничава нуждата от излизане на подводницата на повърхността, голямата мощност на ядреното гориво дава възможност за високи скорости и рядко презареждане, което от своя страна значително увеличава обхвата на действие.